# Трицератопси
Трицератопсите (Triceratops), (на старогръцки: τρικεράτωψ - трироголики) са род тревопасни динозаври, живели в края на кредния период (преди около 70 - 65 млн. години) в земите, които сега са Северна Америка. Приблизително по същото време и място са живели тиранозаврите, анкилозаврите и едни други известни цератопси - торозаврите.
Няма открити изцяло запазени скелети. Предполага се обаче, че трицератопсите са били около 9 m дълги и 3 m високи, и са тежали около 9 – 11 тона. Живеели на стада.

## Откриване и видове

### История на откритията
Трицератопсът е открит през 1888 г. от Джон Бел Хатчър. Определен е като динозавър, когато е бил открит изцяло запазен череп. Наречен е така от Отниъл Чарлз Марш през 1889 г. (Малко по-рано, през 1887 г., край Денвър, Колорадо, САЩ той открива останки от трицератопс, но погрешно ги идентифицира като останки на бизон, и ги кръщава Bison alticornis.)
Благодарение на здравината на черепа на трицератопсите разполагаме с доста образци, запазени като вкаменелости. Това е направило възможно подробното им изучаване, и определянето на различни видове. По-късно останки от трицератопси са били намерени в Монтана, Южна Дакота и Уайоминг в САЩ, и в Алберта и Саскачивън в Канада.

### История на видовете
През първите десетилетия след описването на трицератопса са били събрани най-различни черепи, които в една или друга степен са се различавали от оригиналния трицератопс, наречен от Марш Triceratops horridus ("horridus" означава на латински „груб, грапав“) поради твърдата и грапава структура на костите. По-късно Марш предполага, че вероятно черепът е принадлежал на стар индивид.
Откривателите често са определяли тези черепи като принадлежащи на различни видове. В края на краищата обаче се налага идеята, че разликите са междуличностни вариации в рамките на един-два биологични вида.
През 1986 г. Остром и Уелнхофер публикуват труд, в който защитават тезата, че има само един вид трицератопси - Triceratops horridus. Част от аргументацията е, че обикновено в даден регион се среща по само един вид от най-големите животни (напр. слонове или жирафи в съвременна Африка). Няколко години по-късно обаче Кетрин Форстър преанализира останките от трицератопси по-внимателно, и заключава, че те спадат към два вида - Triceratops horridus и Triceratops prorsus. Допуска и възможността единият намерен череп на Triceratops hatcheri да представлява отделен род (описван по-късно като дицератопс).

### Списък на видовете
- T. horridus – Марш, 1889 (основен вид)
- T. prorsus – Марш, 1890

#### Nomina dubia
- T. albertensis – Щернберг, 1949
- T. alticornis – Марш, 1887 (по начало 'Bison')
- T. eurycephalus – Шлейкджър, 1935
- T. galeus – Марш, 1889
- T. ingens – Лул, 1915
- T. maximus – Браун, 1933
- T. sulcatus – Марш, 1890

#### Погрешни класифицирания
- T. brevicornis – Хатчър, 1905 (=T. prorsus)
- T. calicornus – Марш, 1898 (=T. horridus)
- T. elatus – Марш, 1891 (=T. horridus)
- T. flabellatus – Марш, 1889 (=T. horridus)
- T. hatcheri – Лул, 1907 (=Diceratops hatcheri)
- T. mortuarius – Коуп, 1874 (оригинално Polyonax; =Polyonax mortuarius)
- T. obtusus – Марш, 1898 (=T. horridus)
- T. serratus – Марш, 1890 (=T. horridus)
- T. sylvestris Коуп, 1872 (оригинално Agathaumas; =Agathaumas sylvestris)

## Палеобиология
Трицератопсът често бива описван като стадно животно, но всъщност липсват доказателства, че е водел стаден живот. За разлика от други тревопасни динозаври, някои от които са известни предимно от места, съдържащи останки на десетки или стотици индивиди, всички открити останки на трицератопси са намирани поотделно.

### Хранене
Храната на трицератопса се е състояла предимно от растения. Муцуната му е представлявала остър клюн, който би му позволил да чупи и яде дори много здрави растения. Клюнът би могъл да се използва и при самозащита, както го е правел примитивният рогат динозавър протоцератопс. Зад човката си трицератопсът е имал редица зъби. Зъбите на трицератопса са сред най-често намираните в Северна Америка фосилни находки от късния креден период, преди около 65 млн. години, което предполага, че той вероятно е бил доминиращият тревопасен вид по това време.

### Походка
Трицератопсът е имал масивно телосложение, със здрави и къси крака с по пет пръста с копито на всеки. Смята се, че е можел да достигне при тичане 24 km/h.

### Поза
Дълго време позата на трицератопса е била обект на диспути. Отначало се е смятало, че предните крака на животното е трябвало да излизат под ъгъл от тялото, за да носят по-лесно тежестта на главата му. Така го изобразяват картините на Чарлс Р. Найт и Рудолф Залингер. По-късни анализи на следи, оставени от трицератопс, обаче показват, че краката му са били изправени и леко свити в коленете, подобно на съвременните носорози. Възможно е да е заемал и разкрачена поза при самоотбрана или хранене.

### Рога и щит
Черепът на трицератопса притежава един централен къс рог над ноздрите и още два, дълги около метър, над очите. В задната част на черепа има сравнително къс костен щит-яка. Повечето други щитоносни динозаври имат големи отверстия в щитовете си, но щитът на трицератопса е забележително солиден.
Предполага се, че щитът е изпълнявал (някои от) следните функции:
- Защита срещу хищници, като например тиранозаврите.
- Комуникация между членовете на стадото
- Битки с други трицератопси за статус, ресурси или територия
- Ухажване
- Символ, който показва статута на индивида в стадото
- Залавно място за челюстните мускули
- Увеличаване на телесната площ с цел по-добра терморегулация

През 2005 г. един документален филм на BBC, „Истината за динозаврите-убийци“, изпробва по какви начини трицератопсът би могъл да се защитава срещу големи хищници като тиранозавъра. За да проверят могъл ли е трицератопсът да атакува подобно на съвременните носорози, авторите на филма правят изкуствен череп на трицератопс, и го блъсват в симулирана кожа на тиранозавър със скорост 24 km/h. Челните рога пробиват кожата, но рогът на носа и човката не издържат на удара, и предната част на черепа се чупи. Заключението е, че трицератопсът не би могъл да се защитава по този начин, и че вероятно е отстоявал живота си срещу едри хищници, като се е опитвал да ги вдигне на челните си рога, подобно на съвременните бикове.
Едно скорошно изследване на най-малкия открит череп на трицератопс, за който се смята, че е на непораснало малко, показва, че рогата и щитът се развиват още в много ранна възраст, преди сексуалното изявяване. На тази база се предполага, че те вероятно са били важни за визуалната комуникация и вътревидовото разпознаване.